# Rinawa
Genre
Rinawa est un genre d'araignées aranéomorphes de la famille des Hahniidae.

## Distribution
Les espèces de ce genre sont endémiques de Nouvelle-Zélande.

## Liste des espèces
Selon World Spider Catalog (version 17.0, 13/06/2016) :
- Rinawa bola Forster, 1970
- Rinawa cantuaria Forster, 1970
- Rinawa otagoensis Forster, 1970
- Rinawa pula Forster, 1970

## Publication originale
- Forster, 1970 : The spiders of New Zealand. Part III. Otago Museum Bulletin, vol. 3, p. 1-184.